# Struttura interna di Titano
Già prima della missione spaziale Cassini-Huygens gli astronomi e gli esobiologi ipotizzavano la struttura interna di Titano, e con l'arrvio della sonda Cassini ma soprattutto della sonda Huygens nel 2004 è stato possibile capire ancora meglio come è composto l'interno di Titano.

## Composizione
Già prima del 2004 gli astronomi ipotizzavano la presenza di roccia e ghiaccio all'interno di Titano, ma è stato necessario conoscere i dettagli del campo di gravità per conoscere la distribuzione di questi materiali al suo interno.
Titano probabilmente non ha mai superato i 1000 °C, temperatura bassa a confronto, per esempio, con quella di Ganimede. Solamente i 500 km più esterni sono privi di roccia, mentre nei restanti 2100 km il ghiaccio e la roccia sono mescolati in diverse percentuali a seconda della profondità. Questo indica come Titano sia nato piuttosto lentamente, in forse un milione di anni o più. La sonda Cassini ha effettuato 4 fly-by tra il 2006 e il 2008, e ha trovato delle irregolarità sia nella superficie sia nella composizione di Titano.

## Prospetto